# Szófér Akiba

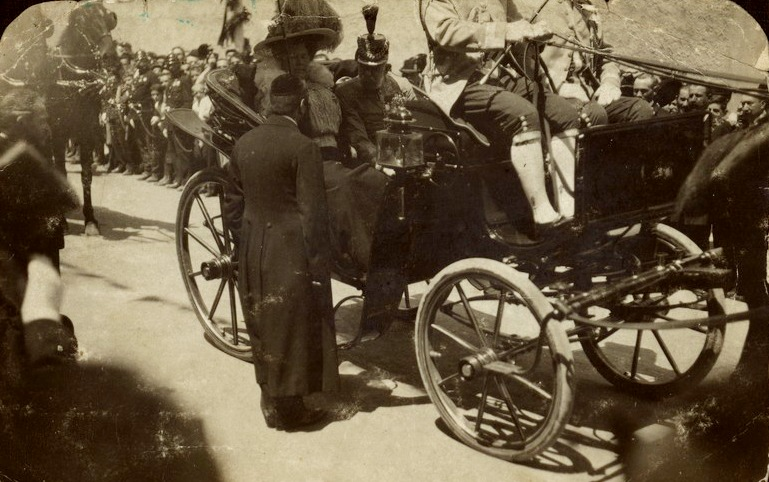
Szófér Akiba köszönti Ferenc Józsefet hivatalos pozsonyi látogatásán 1913-ban

Szófér Akiba (Pozsony, 1876/1878 – ?, 1959. december 3.) pozsonyi rabbi.

## Élete
Moses Schreibernak negyedik ágon való egyenes leszármazottja. A rabbiállást édesapjának, Szófér Bernát 1906-ban bekövetkezett halála óta töltötte be. Az 1919-es forradalomig jelentékeny szerepet játszott a magyarországi ortodoxiában.
„A világháború, majd Trianon következtében a pozsonyi jesiván tanulók száma tartósan száz alá süllyedt. A legenda szerint 1939-ben, Csehszlovákia megszállásakor megkérdezte nagybátyját, Szófer Simon egri főrabbit, hogy mit tegyen: meneküljön- e vagy maradjon Pozsonyban? Ő azt mondta, minden ősöd harminchárom évig uralkodott Pozsonyban, te is harminchárom éve vagy pozsonyi főrabbi – nem kell visszamenned, menj Palesztinába. Svájcba, onnan Jeruzsálembe menekült.”
Szófer Akiba 1960-ban, tüdővérzésben halt meg.

## Művei
- Dét Szófer

## Egyéb külső hivatkozások
- https://www.szombat.org/archivum/a-pozsonyi-ortodoxia-tortenete